# Let It Snow! Let It Snow! Let It Snow!
Let It Snow! Let It Snow! Let It Snow! oder kurz Let It Snow (Lass es schneien) ist ein meist in der Weihnachtszeit gespielter Popsong aus dem Jahr 1945, zu dem Sammy Cahn und Jule Styne den Text bzw. die Musik schrieben. Er entwickelte sich, obgleich auf Weihnachten in dem Lied nicht angespielt wird, zu einem der bekanntesten US-amerikanischen Weihnachtslieder.

## Geschichte
Der Song wurde angeblich im Juli 1945 in Hollywood, Kalifornien, in der heißesten Zeit des Jahres geschrieben. Zuerst eingespielt wurde das Lied von 1945 von Vaughn Monroe; Mitte Januar 1946 führte es bereits die Billboard Pop Charts an. Ebenfalls 1945 entstanden auch Versionen von Ernst Höllerhagen, Bobby Sherwood und Bob Crosby. Auch Woody Herman nahm das Lied im Dezember 1945 in sein Repertoire auf.
Es gibt, insbesondere in den USA, zahlreiche Arrangements und Einspielungen des Liedes, darunter von Dean Martin. Alleine im Bereich des Jazz sind mindestens 164 Aufnahmen entstanden. Die Version Vaughn Monroes aus dem Jahr 1963 wird auch in den Filmen Stirb langsam (1988) und Stirb langsam 2 (1990) verwendet.
Auch im deutschsprachigen Raum wurden zahlreiche Übersetzungen vorgenommen. 2007 hat der österreichische Textdichter Herbert Hirschler für den Entertainer Tom Schwarzmann einen neuen Text kreiert – dieses Lass es schnei’n hat sich mittlerweile zum deutschen Standardtext dieses Klassikers entwickelt und wurde unter anderem von Helene Fischer, Andy Borg, Ross Antony und Florian Silbereisen in verschiedenen Fernsehshows gesungen.

## Chartplatzierungen

### Version von Woody Herman and His Orchestra
| Periode   | Höchstplatzierung, GesamtwochenChartsChartplatzierungen (Periode, Platzierungen, Wochen) |
| Periode   | US                                                                                       |
| --------- | ---------------------------------------------------------------------------------------- |
| 1945/46   | US8 (1 Wo.)US                                                                            |
| Insgesamt | US8 (1 Wo.)US                                                                            |

### Version von Vaughn Monroe
| Periode   | Höchstplatzierung, GesamtwochenChartsChartplatzierungen (Periode, Platzierungen, Wochen) |
| Periode   | US                                                                                       |
| --------- | ---------------------------------------------------------------------------------------- |
| 1945/46   | US1 (12 Wo.)US                                                                           |
| Insgesamt | US1 (12 Wo.)US                                                                           |

### Version von Michael Bublé
| Periode   | Höchstplatzierung, GesamtwochenChartplatzierungen (Periode, Platzierungen, Wochen) | Höchstplatzierung, GesamtwochenChartplatzierungen (Periode, Platzierungen, Wochen) | Höchstplatzierung, GesamtwochenChartplatzierungen (Periode, Platzierungen, Wochen) | Höchstplatzierung, GesamtwochenChartplatzierungen (Periode, Platzierungen, Wochen) |
| Periode   | DE                                                                                 | AT                                                                                 | CH                                                                                 | UK                                                                                 |
| --------- | ---------------------------------------------------------------------------------- | ---------------------------------------------------------------------------------- | ---------------------------------------------------------------------------------- | ---------------------------------------------------------------------------------- |
| 2005/06   | DE35 (4 Wo.)DE                                                                     | AT25 (3 Wo.)AT                                                                     | CH28 (6 Wo.)CH                                                                     | —                                                                                  |
| 2006/07   | —                                                                                  | —                                                                                  | CH72 (2 Wo.)CH                                                                     | —                                                                                  |
| 2007/08   | DE85 (1 Wo.)DE                                                                     | —                                                                                  | CH98 (1 Wo.)CH                                                                     | —                                                                                  |
|           |                                                                                    |                                                                                    |                                                                                    |                                                                                    |
|           |                                                                                    |                                                                                    |                                                                                    |                                                                                    |
| 2009/10   | DE77 (2 Wo.)DE                                                                     | —                                                                                  | CH66 (1 Wo.)CH                                                                     | —                                                                                  |
| 2010/11   | DE98 (1 Wo.)DE                                                                     | —                                                                                  | —                                                                                  | —                                                                                  |
|           |                                                                                    |                                                                                    |                                                                                    |                                                                                    |
|           |                                                                                    |                                                                                    |                                                                                    |                                                                                    |
| 2021/22   | —                                                                                  | —                                                                                  | —                                                                                  | UK67 (1 Wo.)UK                                                                     |
| 2022/23   | —                                                                                  | —                                                                                  | —                                                                                  | UK44 (4 Wo.)UK                                                                     |
| Insgesamt | DE35 (8 Wo.)DE                                                                     | AT25 (3 Wo.)AT                                                                     | CH28 (10 Wo.)CH                                                                    | UK44 (5 Wo.)UK                                                                     |

### Version von Dean Martin
| Periode   | Höchstplatzierung, GesamtwochenChartplatzierungen (Periode, Platzierungen, Wochen) | Höchstplatzierung, GesamtwochenChartplatzierungen (Periode, Platzierungen, Wochen) | Höchstplatzierung, GesamtwochenChartplatzierungen (Periode, Platzierungen, Wochen) | Höchstplatzierung, GesamtwochenChartplatzierungen (Periode, Platzierungen, Wochen) | Höchstplatzierung, GesamtwochenChartplatzierungen (Periode, Platzierungen, Wochen) |
| Periode   | DE                                                                                 | AT                                                                                 | CH                                                                                 | UK                                                                                 | US                                                                                 |
| --------- | ---------------------------------------------------------------------------------- | ---------------------------------------------------------------------------------- | ---------------------------------------------------------------------------------- | ---------------------------------------------------------------------------------- | ---------------------------------------------------------------------------------- |
| 2007/08   | DE52 (2 Wo.)DE                                                                     | —                                                                                  | —                                                                                  | UK87 (3 Wo.)UK                                                                     | —                                                                                  |
|           |                                                                                    |                                                                                    |                                                                                    |                                                                                    |                                                                                    |
|           |                                                                                    |                                                                                    |                                                                                    |                                                                                    |                                                                                    |
| 2009/10   | DE83 (2 Wo.)DE                                                                     | —                                                                                  | —                                                                                  | —                                                                                  | —                                                                                  |
|           |                                                                                    |                                                                                    |                                                                                    |                                                                                    |                                                                                    |
|           |                                                                                    |                                                                                    |                                                                                    |                                                                                    |                                                                                    |
| 2011/12   | —                                                                                  | —                                                                                  | —                                                                                  | UK70 (2 Wo.)UK                                                                     | —                                                                                  |
| 2012/13   | —                                                                                  | —                                                                                  | —                                                                                  | UK69 (2 Wo.)UK                                                                     | —                                                                                  |
|           |                                                                                    |                                                                                    |                                                                                    |                                                                                    |                                                                                    |
|           |                                                                                    |                                                                                    |                                                                                    |                                                                                    |                                                                                    |
| 2014/15   | —                                                                                  | —                                                                                  | —                                                                                  | UK83 (3 Wo.)UK                                                                     | —                                                                                  |
|           |                                                                                    |                                                                                    |                                                                                    |                                                                                    |                                                                                    |
|           |                                                                                    |                                                                                    |                                                                                    |                                                                                    |                                                                                    |
| 2016/17   | —                                                                                  | —                                                                                  | —                                                                                  | UK93 (1 Wo.)UK                                                                     | —                                                                                  |
| 2017/18   | —                                                                                  | —                                                                                  | —                                                                                  | UK91 (1 Wo.)UK                                                                     | —                                                                                  |
| 2018/19   | DE63 (1 Wo.)DE                                                                     | —                                                                                  | CH39 (2 Wo.)CH                                                                     | UK54 (3 Wo.)UK                                                                     | US20 (4 Wo.)US                                                                     |
| 2019/20   | DE59 (1 Wo.)DE                                                                     | —                                                                                  | CH26 (2 Wo.)CH                                                                     | UK39 (4 Wo.)UK                                                                     | US15 (4 Wo.)US                                                                     |
| 2020/21   | DE21 (5 Wo.)DE                                                                     | AT28 (4 Wo.)AT                                                                     | CH15 (5 Wo.)CH                                                                     | UK37 (5 Wo.)UK                                                                     | US8 (6 Wo.)US                                                                      |
| 2021/22   | DE18 (5 Wo.)DE                                                                     | AT19 (5 Wo.)AT                                                                     | CH14 (5 Wo.)CH                                                                     | UK27 (5 Wo.)UK                                                                     | US12 (5 Wo.)US                                                                     |
| 2022/23   | DE11 (6 Wo.)DE                                                                     | AT11 (5 Wo.)AT                                                                     | CH7 (6 Wo.)CH                                                                      | UK20 (5 Wo.)UK                                                                     | US17 (6 Wo.)US                                                                     |
| 2023/24   | DE5 (6 Wo.)DE                                                                      | AT7 (6 Wo.)AT                                                                      | CH5 (6 Wo.)CH                                                                      | UK13 (6 Wo.)UK                                                                     | US7 (6 Wo.)US                                                                      |
| 2024/25   | DE7 (7 Wo.)DE                                                                      | AT8 (6 Wo.)AT                                                                      | CH5 (6 Wo.)CH                                                                      | UK20 (6 Wo.)UK                                                                     | US8 (5 Wo.)US                                                                      |
| Insgesamt | DE5 (35 Wo.)DE                                                                     | AT7 (26 Wo.)AT                                                                     | CH5 (32 Wo.)CH                                                                     | UK13 (46 Wo.)UK                                                                    | US7 (36 Wo.)US                                                                     |

| ChartsJahrescharts (2023) | Platzierung |
| ------------------------- | ----------- |
| Österreich (Ö3)           | 66          |

| ChartsJahrescharts (2024) | Platzierung |
| ------------------------- | ----------- |
| Deutschland (GfK)         | 94          |
| Österreich (Ö3)           | 64          |

### Version von Boyz II Men
| Periode   | Höchstplatzierung, GesamtwochenChartsChartplatzierungen (Periode, Platzierungen, Wochen) |
| Periode   | US                                                                                       |
| --------- | ---------------------------------------------------------------------------------------- |
| 2013/14   | US32 (7 Wo.)US                                                                           |
| Insgesamt | US32 (7 Wo.)US                                                                           |

### Version von Frank Sinatra
| Periode   | Höchstplatzierung, GesamtwochenChartplatzierungen (Periode, Platzierungen, Wochen) | Höchstplatzierung, GesamtwochenChartplatzierungen (Periode, Platzierungen, Wochen) | Höchstplatzierung, GesamtwochenChartplatzierungen (Periode, Platzierungen, Wochen) | Höchstplatzierung, GesamtwochenChartplatzierungen (Periode, Platzierungen, Wochen) |
| Periode   | DE                                                                                 | AT                                                                                 | CH                                                                                 | UK                                                                                 |
| --------- | ---------------------------------------------------------------------------------- | ---------------------------------------------------------------------------------- | ---------------------------------------------------------------------------------- | ---------------------------------------------------------------------------------- |
| 2016/17   | —                                                                                  | —                                                                                  | CH42 (2 Wo.)CH                                                                     | UK93 (1 Wo.)UK                                                                     |
| 2017/18   | —                                                                                  | —                                                                                  | CH65 (1 Wo.)CH                                                                     | —                                                                                  |
| 2018/19   | DE74 (1 Wo.)DE                                                                     | AT73 (1 Wo.)AT                                                                     | CH32 (2 Wo.)CH                                                                     | UK74 (1 Wo.)UK                                                                     |
| 2019/20   | DE73 (1 Wo.)DE                                                                     | AT66 (1 Wo.)AT                                                                     | CH16 (3 Wo.)CH                                                                     | UK65 (1 Wo.)UK                                                                     |
| 2020/21   | DE92 (1 Wo.)DE                                                                     | AT55 (3 Wo.)AT                                                                     | CH42 (5 Wo.)CH                                                                     | UK56 (5 Wo.)UK                                                                     |
| 2021/22   | DE98 (1 Wo.)DE                                                                     | —                                                                                  | CH30 (5 Wo.)CH                                                                     | UK39 (5 Wo.)UK                                                                     |
| 2022/23   | —                                                                                  | —                                                                                  | CH42 (4 Wo.)CH                                                                     | UK33 (4 Wo.)UK                                                                     |
| 2023/24   | DE65 (3 Wo.)DE                                                                     | AT52 (3 Wo.)AT                                                                     | CH24 (4 Wo.)CH                                                                     | UK39 (5 Wo.)UK                                                                     |
| 2024/25   | DE86 (1 Wo.)DE                                                                     | AT69 (1 Wo.)AT                                                                     | CH37 (3 Wo.)CH                                                                     | UK54 (3 Wo.)UK                                                                     |
| Insgesamt | DE65 (8 Wo.)DE                                                                     | AT52 (9 Wo.)AT                                                                     | CH16 (29 Wo.)CH                                                                    | UK33 (25 Wo.)UK                                                                    |

## Musikvideos
- Hörbeispiele: 1 (Vaughn Monroe); 2 (Dean Martin); 3 (Frank Sinatra)
- Deutschsprachige Version – Lass es schnei’n von Herbert Hirschler: Helene Fischer, Andy Borg, Ross Antony